# Mariela Belski
Mariela Belski (Ciudad de Buenos Aires; 1971) es abogada feminista y activista por los derechos humanos  de Argentina. Como activista, promueve la defensa y el ejercicio de los derechos de mujeres y jóvenes.  Es embajadora de #EllaDecide (#SheDecides), el movimiento mundial por los derechos de la mujer. Desde 2011 se desempeña como directora ejecutiva de Amnistía Internacional Argentina.

## Estudios
Belski nació en Buenos Aires, en octubre de 1971 y cursó la carrera de derecho en la Universidad de Buenos Aires, obteniendo su título con orientación en derecho administrativo y más tarde se especializó en derechos humanos, realizó una Maestría en Derecho Internacional de los Derechos Humanos en University of Essex y posteriormente cursó un Posgrado en Derechos Humanos y Procesos de Democratización en la Universidad de Chile.

## Trayectoria

### Trayectoria internacional
Belski forma parte del Comité Mujeres Líderes de América, una iniciativa de la Fundación Documentación. También es delegada de Women 20, una red transnacional que reúne a mujeres líderes para ejercer influencia en la agenda de los grupos de toma de decisiones del G20. Y ha representado a la Argentina en paneles internacionales sobre temáticas referidas a los derechos humanos en el mundo y la región, como por ejemplo la crisis de derechos humanos que atraviesa Venezuela.

### Trayectoria a nivel local
Respecto a temáticas de la agenda nacional, ha tomado parte en los debates parlamentarios sobre la modificación de la ley que regula la política migratoria del país y el proyecto de Interrupción Voluntaria del Embarazo (IVE). Ha sido invitada como especialista a participar de debates públicos del país. Entre otros temas abordó la situación humanitaria en Venezuela, los derechos sexuales y reproductivos, la crisis de refugiados y el cambio climático.
Junto a otras autoras de Argentina, participó del libro Tratado de Géneros Derecho y Justicia. Derecho Penal y Sistema Judicial. 

### Derechos sexuales y reproductivos
En el marco del debate por el proyecto de Interrupción Voluntaria del Embarazo, fue una de las oradoras convocadas para exponer su postura, y la de la organización que dirige, en la Cámara de Senadores de Argentina y participó también del debate que tuvo lugar en la Cámara de Diputados de la Nación. En el año 2012, formó parte del Primer Encuentro Nacional de la Alianza de Abogad@s por los Derechos Humanos de las Mujeres, donde se discutieron estrategias para garantizar la accesibilidad al derecho al aborto no punible.
Organizó y participó, junto a representantes de organismos internacionales, de discusiones y reuniones en el Congreso de la Nación y en diversos espacios para discutir y pensar el aborto y la ampliación de derechos sexuales en Argentina.

## Publicaciones
- Background paper on strategic litigation on women’s sexual and reproductive rights in Latin America for the “Progress of the World’s Women Access to Justice : (2011), UNIFEM New York, USA.[29]
- “La judicialización de la política: el litigio estructural en materia educativa, posibilidades y obstáculos”, (2009) Revista Propuesta Educativa, No33, FLACSO, Buenos Aires Argentina.[30]
- “The implication of the Global Financial Crisis for NGOs working towards the achievement of Education for All: Country Case Study Argentina”, (2009) UNESCO.
- “Desigualdad Educativa en la Provincia de Buenos Aires” (2009). Asociación por los Derechos Civiles.[31]
- La Corte y los Derechos: Un informe sobre el contexto y el impacto de sus decisiones durante el período 2005-2007, ADC,(2008) Siglo XXI editores.[32]
- “Access to Information: An Instrumental Right for Empowerment”. Article 19 y Asociación por los Derechos Civiles (2007).[33]
- “Una Censura Sutil: Abuso de publicidad oficial y otras restricciones a la libertad de expresión en Argentina”. Co-Autora (2005),  Asociación por los Derechos Civiles. Open Society Justice Initiative.[34]